# راد فلچر
راد فلچر (انگلیسی: Rod Fletcher؛ زادهٔ ۲۳ سپتامبر ۱۹۴۵) بازیکن فوتبال اهل بریتانیا است.
از باشگاه‌هایی که در آن بازی کرده‌است می‌توان به باشگاه فوتبال لیدز یونایتد، باشگاه فوتبال کرو آلکساندرا، باشگاه فوتبال اسکانتورپ یونایتد، باشگاه فوتبال لینکولن سیتی، باشگاه فوتبال نلسون، و باشگاه فوتبال گریمزبی تاون اشاره کرد.